# IC 218
IC 218 је спирална галаксија у сазвјежђу Кит која се налази на листи објеката дубоког неба у Индекс каталогу.
Деклинација објекта је + 1° 16' 57" а ректасцензија 2h 17m 7,2s. Привидна величина (магнитуда) објекта IC 218 износи 14,9 а фотографска магнитуда 15,7. IC 218 је још познат и под ознакама MCG 0-6-61, CGCG 387-66, KCPG 62B, PGC 8716.